# 포파이아 사비나
포파이아 사비나(라틴어: Poppaea Augusta Sabina, 30년 ~ 65년)는 네로의 계후이자 후대 황제인 마르쿠스 살비우스 오토의 전처이기도 했다.

## 어린 시절
포파이아 사비나는 폼페이에서 티투스 올리우스와 대 포파이아 사비나의 딸로 태어났다. 그의 집안은 폼페이 베수비오 화산 폭발 이후 살아남아 생존한 것으로 추정된다. 그 후 그의 가족들은 메나드로의 집을 사들여 거주하게 된다.
티투스 올리우스는 티베리우스 시절 로마의 재무관이였다. 루키우스 세야누스와의 악연은 그가 공직에서 안정된 일을 하는 것을 막았다. 피케니움 출신이였던 그는 출신이 미천했기 때문에, 정치적으로 이득을 보지 못하다가 31세의 나이로 요절했다. 그의 어머니 대 포파이아 사비나는 당대의 현명한 여성으로써, 티투스는 그를 "그녀의 날들중 가장 사랑스런 여인"이라 회고했다. 대 포파이아 사비나의 아버지였던 가이우스 포파이우스 사비누스는 12년부터 35년까지 모에시아의 집정관으로 있었다.

## 결혼
포파이아는 서기 44년 14살의 나이로 루프리우스 크리스피누스라는 에퀴테스와 첫번째 결혼을 하였다. 크리스피누스는 클라우디우스 황제 치세의 첫 10년 동안(서기 41년~51년) 친위대 (로마 제국)의 대장을 맡았으나, 클라우디우스의 계처였던 소 아그리피나는 그를 경계하여 한직으로 내쫓고 그 자리에 섹스투스 부루스라는 인물을 앉힌다. 그러나 그는 네로대에 이르러 처형 당한다. 

포파이아는 크리스피누스와의 관계에서 아들인 소 루프리우스 크리스피누스를 얻는데, 포파이아 사망 후 이 아들은 네로에 의해 낚시 여행 중 익사당한다.
크리스피누스의 사후, 포파이아는 그보다 7살 연하인 마르쿠스 살비우스 오토와 재혼을 한다. 타키투스 연대기에 의하면, 네로와 가까워지기 위해 오토와 결혼한 것이라 한다.  네로와 가까워졌고 그의 측실이 된다. 네로는 오토와 포파이아의 이혼을 명하고 오토를 루시타니아의 총독으로 발령했다. 타키투스는 58년, 수에토니우스는 59년에 벌어진 일이라 적고 있다.
타키투스는 서기 59년 포파이아가 네로의 모친이었던 소 아그리피나를 살해하도록 꼬드긴 것으로 기록했다. 소 아그리피나는 네로와 포파이아가 결혼하는 것을 반대했기 때문에 걸림돌을 제거하기 위해 살해했다고 주장한다. 그러나 현대 학자들은 이 이야기의 신뢰성에 의문을 표한다. 네로가 포파이아와 결혼한 것은 서기 62년으로, 타키투스의 묘사와 시간적 간격이 있기 때문이다.
소 아그리피나 사후, 포파이아는 네로에게 정실인 클라우디아 옥타비아를 살해하라고 압박했다. 옥타비아는 네로의 첫째 부인이면서 의붓누이이기도 하였는데, 결혼 8년 동안 자녀가 없었다.  서기 62년에 포파이아가 임신하자 네로는 옥타비아와 이혼하고 그녀가 불임이라는 주장을 했다. 이혼 12일 후 네로는 포파이아와 결혼했다. 옥타비아는 처음에는 캄파니아로 추방되었다가 판다테리아 섬으로 유배되었는데 이는 황실 구성원이 간통 등의 혐의로 실각했을 때 일반적으로 받는 형벌이었다. 63년 1월 21일 딸을 얻었는데, 이름은 클라우디아 아우구스타였다. 이 아이는 생후 4개월만에 사망했다.
포파이아는 우유 목욕을 즐겼는데, 그 이유는 우유 목욕이 모든 질병을 예방하는 마법같은 것이라 믿었기 때문이었다. 타키투스는 그런 그녀를 두고 야심적인 여인, 유대인 역사가 요세푸스는 신앙이 깊은 여인으로 기록했다.

## 죽음
포파이아의 죽음은 황당하게도 네로의 손에 벌어졌다. 서기 65년 어느 날, 포파이아가 네로에게 과도한 경마 경주에 대해 짜증을 내자, 네로는 충동적으로 그녀의 배를 가격했고, 이로 인해 그녀는 목숨을 잃었다. 네로는 그녀의 죽음을 슬퍼했지만, 이미 돌이킬 수 없는 일이었다. 이집트식으로 장례를 치렀으나, 방부 처리는 하지 않았다. 당시 포파이아는 네로의 둘째 아이를 임신 중이었으며, 아이는 사산되고 말았다. 그녀의 장례는 국장으로 치러졌다.
서기 66년 초, 네로는 스타틸리아 메살리나와 결혼했다. 이후 67년에는 젊은 해방 노예였던 스포루스를 거세하고 그와 결혼했다. 디오 카시우스에 따르면, 스포루스는 포파이아와 놀라울 정도로 닮았으며, 네로는 그를 죽은 아내의 이름으로 부르기까지 했다고 한다.

## 같이 보기
- 로마 황제 연대표
- 네로
- 로마 편년사